# Venceslas II de Ratibor
Venceslas II de Ratibor (également connu comme Venceslas Ier de Ratibor et Krnov; tchèque : Václav IV. Ratibořský; né vers 1405 – 29 octobre 1456) est un membre de la lignée d'Opava de la dynastie des  Přemyslides. Il fut duc de Ratibor et Kronov conjointement avec son frère Nicolas V de 1424 à 1437 et seul duc de Ratibor de 1437 jusqu'à sa mort.

## Biographie
Venceslas II de Ratibor est le fils du duc  Jean II de Fer et de son épouse Hélène une princesse lituanienne que le roi Ladislas II Jagellon de Pologne présente comme « sa nièce ».
Mais qui est sans doute une fille de son cousin germain Sigismond Ier Kęstutaitis.
Venceslas combat avec son père et les autres princes des duchés de Silésie avec les Polonais contre les Chevaliers Teutoniques lors de la Guerre de 1414. Bien que Venceslas et son frère ainé Nicolas V de Krnov soient probablement déjà adultes quand leur père meurt en 1424, leur mère, Hélène de Lituanie, agit comme régence jusqu'en 1428. À partir de 1428 jusqu'en 1449, elle se nomme elle-même  « Dame de Pszczyna » (en allemand: Pleß) ; sans doute parce que Pszczyna/Pleß fait partie de  son douaire. De 1428 à 1437, Venceslas et Nicolas V règnent conjointement sur leurs possessions comme corégents. En 1437, ils divisent leurs domaines, Venceslas obtient le duché de Ratibor et Nicolas reçoit le duché de Krnov, Bruntál, Rybnik, ainsi que Pszczyna et Baborów.
Le 24 décembre 1437, une majorité des représentants des États de Bohême élit Albert II de Habsbourg comme nouveau roi de Bohême. Une minorité se prononce en faveur de son rival de onze ans  Casimir Jagellon, fils du roi de Pologne Ladislas II Jagellon. En 1438, l'armée polonaise envahit la Silésie et dévaste les duchés de d'Opole et Ratibor. Après cette intervention le duc Venceslas de Ratibor, tout comme le duc Venceslas Ier de Zator et ses frères les ducs Przemysław de Toszek et Jean IV d'Oświęcim, sont contraints de reconnaitre Casimir Jagellon comme roi. Néanmoins l'ensemble des ducs de Silésie rend l'hommage féodal à Albert II à Wrocław en novembre 1438
Après la mort de Nicolas V en 1452, Venceslas assume la régence des jeunes fils de son frère; Jean IV l'Aîné et Venceslas III, conjointement avec leur belle-mère, Barbara Rockenberg, jusqu'en 1464. Le duc Venceslas de Ratibor meurt en 1456 et il est inhumé dans l'église du monastère des Dominicains de Ratibor.

## Union et postérité
En 1437, Vencelas épouse Marguerite († 1464), une fille du Castellan polonais Vincent von Szamotuły de Międzyrzecz. Ils ont quatre enfants:
- Jean V le Jeune
- Catherine († 1480), épouse de Władisław von Domoborz castellan polonais de Nakel († 1467)
- Helena (née 1445 † 1480), épouse de Jean d'Ostroróg († 1501), comte Palatin de Poznań
- Anna (née 1450 † 1480)

## Source de la traduction
- (de) Cet article est partiellement ou en totalité issu de l’article de Wikipédia en allemand intitulé « Wenzel (Troppau-Ratibor) » (voir la liste des auteurs).